# Nassarius margaritifer
Nassarius margaritifer là một loài ốc biển, là động vật thân mềm chân bụng sống ở biển thuộc họ Nassariidae.

## Miêu tả
Kích thước vỏ ốc khoảng 20 mm và 35 mm

## Phân bố
Loài này phân bố ở Ấn Độ Dương dọc theo Kenya, Tanzania và the Aldabra Atoll, ở Thái Bình Dương dọc theo Philippines